# Louie Anderson
Louie Anderson (24. března 1953, Saint Paul, Minnesota, Spojené státy americké – 21. ledna 2022 Las Vegas, Nevada, Spojené státy americké) byl americký komik, herec, spisovatel a moderátor. Byl tvůrcem úspěšného animovaného seriálu Život s Louiem. Napsal čtyři knihy. Během let 1999 až 2002 moderoval rodinnou show Family Feud. Za svůj herecký výkon v komediálním seriálu stanice FX Baskets získal tři nominace na cenu Emmy. V roce 2016 ji získal. Během let 2003 až 2012 měl svou vlastní stand-up comedy show v Las Vegas v Nevadě nazvanou Louie: Larger Than Life.

## Filmografie

### Film
| Rok  | Název                      | Role                    | Poznámky |
| ---- | -------------------------- | ----------------------- | -------- |
| 1984 | Cloak & Dagger             | taxikář č. 2            |          |
| 1986 | Quicksilver                | Tiny                    |          |
| 1986 | Volný den Ferrise Buellera | doručovatel květin      |          |
| 1986 | Chlapec – krysa            | Omer Morrison           |          |
| 1988 | The Wrong Guys             | Louie                   |          |
| 1988 | Cesta do Ameriky           | Maurice                 |          |
| 1992 | Bébé's Kids                | ochranka č. 1 (hlas)    |          |
| 1996 | Mr. Wrong                  | Sám sebe                |          |
| 2002 | Do It for Uncle Manny      | řidič nákladního vozu   |          |
| 2005 | Back by Midnight           | moderátor reality-show  |          |
| 2007 | Cook Off!                  | starosta Doug Halverson |          |
| 2017 | Sandy Wexler               | Sám sebe                |          |
| 2020 | Cesta do Ameriky 2         | Maurice                 |          |

### Televize
| Rok        | Název                                | Role                                | Poznámky                                                          |
| ---------- | ------------------------------------ | ----------------------------------- | ----------------------------------------------------------------- |
| 1986–1988  | The New Hollywood Squares            | Sám sebe                            | 13 dílů                                                           |
| 1986       | Remington Steele                     | Bingham 'Bing' Perret               | díl: „Steele Spawning“                                            |
| 1987       | Trying Times                         | Stu                                 | díl: „Bedtime Story“                                              |
| 1989       | The Jim Henson Hour                  | Sám sebe/ muž ve vesmíru            | díl: „Outer Space/The Heartless Giant“                            |
| 1994       | Grace v jednom kole                  | Dr. Andy Lewinson                   | díl: „Tears of Joy“                                               |
| 1995–1998  | Život s Louiem                       | Andy Anderson / Little Louie (hlas) | také tvůrce 26 dílů                                               |
| 1995       | Love & War                           | kocour James                        | díl: „Something Old, Something New, Something Borrowed and a Cat“ |
| 1996       | The Louie Show                       | Louie Lundgren                      | 6 dílů                                                            |
| 1997       | Nemocnice Chicago Hope               | Louie Lickman                       | díl: „Growing Pains“                                              |
| 1999       | Dotek anděla                         | strýček Dudley                      | díl: „Then Sings My Soul“                                         |
| 1998–2002  | Hollywood Squares                    | Sám sebe                            | 12 dílů                                                           |
| 1999–2002  | Family Feud                          | Sám sebe/moderátor                  |                                                                   |
| 2000       | To Tell the Truth                    | Sám sebe                            |                                                                   |
| 2000       | Ally McBealová                       | terapeut                            | díl: „Bez záchranné sítě“                                         |
| 2001       | Detektiv Nash Bridges                | Richard Reynolds                    | Episode: "Blood Bots"                                             |
| 2001       | Scrubs: Doktůrci                     | Sám sebe                            | díl: „Moji dva tátové“                                            |
| 2001       | V.I.P.                               | bezdomovec                          | díl: „Kayus Ex Machina“                                           |
| 2005       | Half & Half                          | Louie                               | díl: „The Big Credit Check Episode“                               |
| 2005       | Joey                                 | Sám sebe                            | díl: „Joey a poker“                                               |
| 2006       | The Grim Adventures of Billy & Mandy | Burt                                | díl: „Fear and Loathing in Endsville“                             |
| 2006       | Tom Goes to the Mayor                | Tým Louie Andersonse (hlas)         | díl: „White Collarless“                                           |
| 2015       | Pickle and Peanut                    | Gory Agnes (hlas)                   | díl: „Gory Agnes“                                                 |
| 2016–2019  | Baskets                              | Christine Baskets                   | 39 dílů                                                           |
| 2016       | Drunk History                        | Winston Churchill                   | díl: „The Roosevelts“                                             |
| 2017–dosud | Funny You Should Ask                 | Sám sebe                            | 105 dílů                                                          |
| 2020       | Malý Sheldon                         | Ralph                               | díl: „An Academic Crime and a More Romantic Taco Bell“            |